# دیورود (رودسر)
دیورود ،
روستایی که در ۲۷ کیلومتری بخش رحیم‌آباد از توابع شهرستان رودسر، استان گیلان در ایران قرار دارد.
در همسایگی روستاهای زیاز، میلاش و سیاهکشان.

کلمه «دیورود» در کتاب وجه تسمیه روستاهای گیلان اثر مرحوم جهانگیر سرتیپ پور به معنی «روشن آب» آمده‌است.

## جمعیت روستای دیورود
این روستا در دهستان اشکور سفلی قرار دارد و براساس سرشماری مرکز آمار ایران در سال ۱۳۸۵، جمعیت آن ۹۹ نفر (۳۲خانوار) بوده‌است.

## جاذبه‌های تاریخی
در سال ۱۳۴۸ کاوش کوتاه مدتی توسط محمود کردوانی، باستانشناس در خاک این روستا انجام گرفت بر اساس گزارش وی گورستان باستانی با قبور بزرگ و سنگ‌های حجیم در اطراف این روستا جلب نظر می‌کند که حفاری‌های غیرمجاز بخش بزرگی از آنرا تخریب کرده‌است و از قدمت تاریخی به اوایل هزاره اول ق. م تعلق دارد.

آثار و بناهای قدیمی بسیار زیادی در این روستا وجود دارد که دارای اهمیت تاریخی فراوانی است مهمترین آن‌ها عبارتند از:
آثار قلعه‌ای قدیمی و گورستانی بزرگ بر بالای محوطه سلم سو و مناطق معروفی چون محوطه پلنگ پشته سو و خمراپشته در اطراف این تپه.

آثار و نشانه‌های یک قبرستان گبری با سنگ‌های بسیار بزرگ در منطقه دیر بام یا دیوروبام آثار و نشانه‌های قدیمی در محوطه چال زیمی که در حال شخم زمین به دست آمده‌است.

## جاذبه گردشگری
دیورود (رودسر) تا چند دهه قبل گذرگاه و استراحتگاه اشکوریان بوده‌است، چه بسیار مشاهده می‌شد که چاروداران «carvedaran» (همراهان قاطر و اسب و کسانی که افسار این حیوانات در دست آنهاست) و رهگذران برای کم نمودن بار خستگی راه مجبور می‌شدند شب را در این روستا استراحت نمایند.

در این روستا دو رودخانه وجود دارد که یکی از مسیر مازوبن و دیگری از مسیر لامشکن سرازیر می‌شود. آبشار دیورود (رودسر) از دیگر نقاط معروف این روستاست که سرچشمه آن از لامشکن می‌باشد.